# Panzerdivision Müncheberg
La Panzerdivision Müncheberg était une unité régulière de la Wehrmacht créée au mois de mars 1945. Elle a été engagée dans l'ensemble des phases de la bataille de Berlin lors de la Seconde Guerre mondiale.

## Composition
La Panzerdivision Müncheberg est formée le 8 mars 1945 à Müncheberg avec des unités près de Berlin et d'autres à Frankfort-sur-l'Oder. L'état-major est celui de l'ex-Panzer Brigade 103 désormais dissoute. La division se compose alors de :

- Pz.Gren.Rgt. Müncheberg 1 (I. et II.)
- Pz.Gren.Rgt. Müncheberg 2 (I. et II.)
- Panzer-Abt. Kummersdorf (avec trois Kpn. de chars)
- Pz.Art.Rgt. Müncheberg
- Aufkl. Kp. Müncheberg
- Pz.Jg.Kp. Müncheberg
- Pi.Kp. Müncheberg
- Nachr.Kp. Müncheberg
- Stab Feldersatz-Btl. Müncheberg et des Versorgungstruppen.

Le 9 mars 1945, le generalmajor Werner Mummert, ancien commandant de la 103e brigade blindée, est placé à la tête de cette nouvelle Panzerdivision.
La division Müncheberg reçoit des équipements de pointe, plusieurs systèmes de visée infrarouge Sperber pour les Panther Ausf G, ainsi qu'une compagnie de Panzergrenadiers.
La division possède également plusieurs Jagdtigers superlourds, Tiger II Ausf Bs, et cinq Tiger I Ausf Es, les chars allemands les plus modernes à être envoyés sur le front. 
Le 12 mars la division compte 6 836 hommes. 
Le 18 mars la division est renforcée par l’apport d'un bataillon d'infanterie provenant de la 1re division SS Leibstandarte Adolf Hitler.
Les forces soviétiques s’approchant de Müncheberg, la Panzer-Division Müncheberg est déplacée vers l’est pour servir de réserve mobile au général Theodor Busse, commandant de 9e armée allemande dépendant du groupe d'armées Vistule sous les ordres du général Gotthard Heinrici.
C’est ainsi que le 22 mars 1945, la Panzer-Division Müncheberg arrive sur le front à Cottbus.

## Corridor de Küstrin
La division est immédiatement engagée sur le front de l’Oder à Küstrin, qui se trouve à environ 70 km à l'est de Berlin.
Küstrin, déclarée par le Führer ville-forteresse, possédait de réelles fortifications et devait défendre les abords de Berlin sur l'Oder.
Les forces du maréchal Vassili Tchouïkov qui avaient atteint la périphérie de Küstrin le 31 janvier 1945, cherchaient depuis cette date à établir une tête de pont autour de cette ville, sur la rive gauche de l'Oder. Malgré de nombreux efforts pour prendre pied sur l'autre rive, les troupes soviétiques n'arrivaient pas à consolider leur tête de pont à cause de Küstrin. 
Les Soviétiques, hésitant à attaquer la ville si bien défendue, commencèrent à encercler Küstrin pour rendre ce point fortifié impuissant.
Ils lancèrent des attaques répétées sur une étroite bande de terre entre les positions tenues par la 9e Armée allemande du général Busse et la ville de Küstrin.  Cette bande de terre surnommée « le couloir de Küstrin » fut l'objet de combats acharnés et grâce à une défense opiniâtre, pendant pratiquement deux mois, il a été maintenu ouvert par les troupes allemandes. 
Toutefois, le 22 mars, une offensive soviétique est lancée afin d'isoler complètement la ville. C'est à cette date que la Müncheberg, arrivée sur le front, est immédiatement engagée pour son baptême du feu.
Le plan soviétique, complexe, était composé d'un encerclement interne et d'un encerclement externe afin d'empêcher toute tentative de contre-attaque. L'encerclement intérieur réussit rapidement et le couloir fut coupé. La Müncheberg entra en action le 22 mars aux côtés du XXXIXe Panzerkorps du général Karl Decker. Pendant 3 jours, au côté de la 25e Panzergrenadier Division, elle repoussa les attaques successives de l'Armée rouge détruisant environ 200 chars ennemis. Toutefois, le 25 mars, l'encerclement externe ayant été complété, plusieurs unités allemandes se trouvaient encerclées, y compris une section de la Müncheberg.
Le 27 mars, les Allemands lancent une contre-offensive visant à rouvrir le « corridor de Küstrin » et dégager les unités encerclées. La Müncheberg dépendait désormais du XXXIXe Panzerkorps qui se lance à l'attaque. Malgré les lourdes pertes infligées à l'ennemi, le XXXIXe Panzerkorps a été incapable de percer et l'attaque a échoué.  Les Soviétiques, lancent alors une contre-attaque, suppléée par un déluge d'artillerie, contre la 20e Panzergrenadier Division qui sombre, et totalement désorganisée est mise en déroute, faisant craquer le front.
Après l'échec de la contre-attaque Küstrin, la Panzerdivision Müncheberg totalement épuisée est retirée de la ligne de front afin d'être réorganisée.

## Bataille des Hauteurs de Seelow
Au cours de cette période, deux compagnies, une de Panzergrenadier et une autre de chars Panther, ont été envoyées à la Panzertruppenschule IIà Wünsdorf afin d'être formées à l'utilisation du système de visée infrarouge Sperber équipant son nouveau matériel en particulier les Panther Ausf G. Le 7 avril 1945, la Panzerdivision Müncheberg se fortifie dans les positions creusées sur les hauteurs de Seelow.
Les compagnies I./29.Panzer-Regiment sous le commandement de l'Oberleutnant Rasim, avec le soutien du Panzer-Grenadier-Regiment Müncheberg 1 du Hauptmann Steuer, équipés du système de visée infrarouge Sperber lancent une attaque de nuit en direction des troupes soviétiques retranchées à Reitwein. Ce fut l'une des premières utilisations de l'infrarouge dans le combat et l'attaque, bien que limitée, a été un énorme succès.
Le 16 avril, le maréchal Joukov lance un assaut massif sur l'ensemble de la ligne Oder-Neisse visant à capturer Berlin. À partir de cette date et jusqu'à la fin de la guerre, la Panzerdivision Müncheberg combattra constamment. Lors de l'offensive Seelow-Berlin Joukov, fit lancer son attaque contre Seelow dans la nuit, en mettant en place des projecteurs afin d'éclairer et d'aveugler les positions allemandes. Cette attaque fut un fiasco complet pour les Soviétiques. Durant 3 jours de combats les Allemands détruisirent  320 chars, en endommagèrent 420 et mirent hors de combat 19 547 soviétiques. La division Müncheberg, équipée de plusieurs canons automoteurs anti-chars de 8,8 cm et 12,8 cm, a causé de lourdes pertes aux Soviétiques.
Les Allemands retranchés rejetèrent, durant trois jours, du 16 avril au 19 avril, les milliers de troupes et de chars lancés par Joukov contre leurs positions. Toutefois, le 19 avril, la 9e division parachutiste allemande,  positionnée sur la droite des Müncheberg, a finalement craqué et tout le front s'est effondré.
Le 20 avril, après avoir combattu en première ligne durant 8 jours, la Müncheberg, et son autre voisine la 11e SS Freiwilligen Panzergrenadier Division Nordland reculèrent, en combat d'arrière garde, jusque dans Berlin.

## Bataille de Berlin
La division Müncheberg se replia en effectuant des actions d'arrière-garde et défendit férocement le village de Müncheberg, infligeant des pertes très lourdes aux Soviétiques. Malgré la ténacité de la division, l'avance soviétique n'a été pas ralentie et la division a été repoussée dans la ville de Berlin elle-même. Les restes de la Panzerdivision Müncheberg sont placés en défense dans le secteur nord-est de Berlin, au nord de la rivière Spree. À ce stade, la division possède encore une douzaine de chars et une trentaine de half-tracks. 

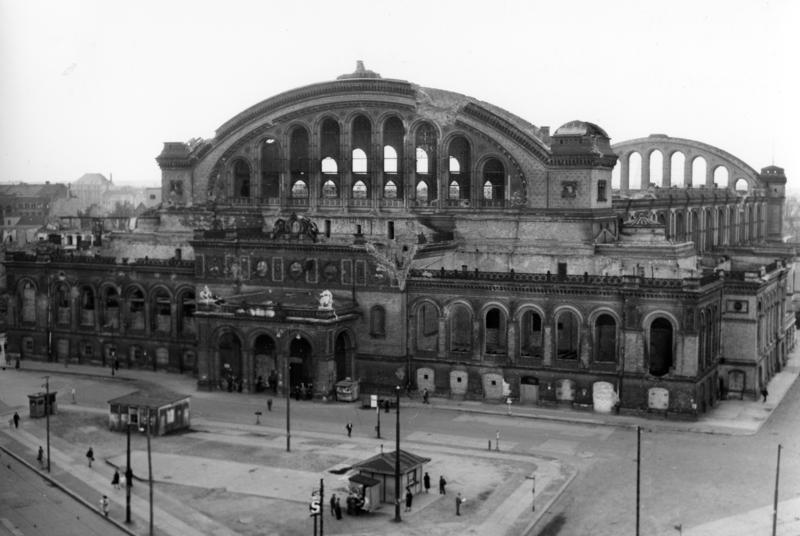
Ruines de la gare Anhalter vers 1951

Le 25 avril, le général Helmuth Weidling, le commandant la défense de Berlin, ordonne à Werner Mummert de prendre le commandement du LVIe Corps de Panzer, le commandement de la Müncheberg étant remis au colonel Hans-Oscar Wöhlermann. 
Le 26 avril Weidling ordonne à la Müncheberg et à la SS Nordland, de lancer une attaque sur l'aéroport de Tempelhof et Neukölln. La division Müncheberg, qui attaque avec ses dix derniers panzers, progresse contre des Soviétiques totalement surpris. Toutefois l'effet de surprise passée, la féroce défense de l'Armée rouge et plusieurs contre-attaques stoppèrent les allemands. Ce même jour vers midi, Wöhlermann est relevé; Mummert reprend son poste en tant que commandant de la division.
Ce qui suit est du journal d'un officier de la Division Müncheberg et décrit les évènements de la soirée du 26 avril 1945. 
|  | La nuit est écarlate. Les tirs d'artillerie sont lourds. Le silence est étrange. Nous nous faisons tirer dessus à partir de nombreuses maisons. Des travailleurs étrangers, sans aucun doute. Du ministère de l'Air nous vient la nouvelle que le général Erich Bärenfänger a été relevé de son poste de commandant de la garnison de Berlin. Une heure plus tard, nous entendons que le général Weidling est notre nouveau commandant. Le général Mummert prend en charge le Corps de Panzer… |

Le 27 avril, très tôt le matin, Hitler ordonne d'inonder le métro de Berlin pour ralentir la progression des Soviétiques. Cet ordre a entraîné la noyade de nombreux soldats allemands et civils réfugiés dans les tunnels. Le journal de l'officier décrit les inondations. 
|  | Nouveau poste de commandement : la station de métro Anhalt. Les plates-formes et les salles de commande ressemblent à un camp retranché. Les femmes et les enfants se blottissent dans les niches et les coins. D'autres s'asseyent dans des chaises longues. Tous écoutent les bruits de la bataille... Subitement l'eau commence à couler dans la station. Des cris, des sanglots, des jurons. Les gens se battent autour des échelles des puits aériens qui mènent jusqu'à la rue. Des masses d'eau se ruent sur les escaliers. Les enfants et les blessés sont abandonnés et sont piétinés à mort. L'eau monte de 90 cm voire plus, puis descend lentement. La panique dure des heures. Il y a de nombreux morts et noyés. Motif : sur l'ordre de quelqu'un, le génie a fait sauter les murs du canal entre les ponts de Mockern et de Schoeneburg pour inonder les tunnels pour ralentir l'avance des Russes. Pendant ce temps, de violents combats continuent au niveau terrestre. Changement de position, on arrive dans l'après-midi, à la station de métro Potsdamer Platz. Le poste de commandement est au premier étage, les tunnels sont encore sous l'eau. Coups directs d'artillerie sur le toit. Nombreux morts et blessés parmi les civils. La fumée se déverse à travers les trous d'obus. Dehors, il y a des nombreuses piles de Panzerfaust. Un autre coup d'artillerie direct, un obus éclate au niveau de la rue. Spectacle horrible : hommes, soldats, femmes et enfants sont littéralement collés au mur. |

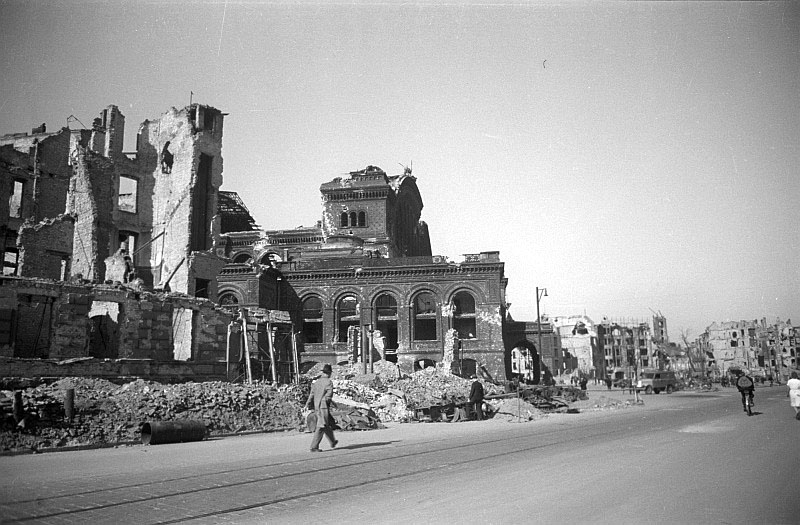
Berlin-Kreuzberg en 1945-1946 - Saarlandstrasse (aujourd'hui Stresemannstrasse) vers la place Askanischen et les ruines de la gare Anhalter. Photographie de.

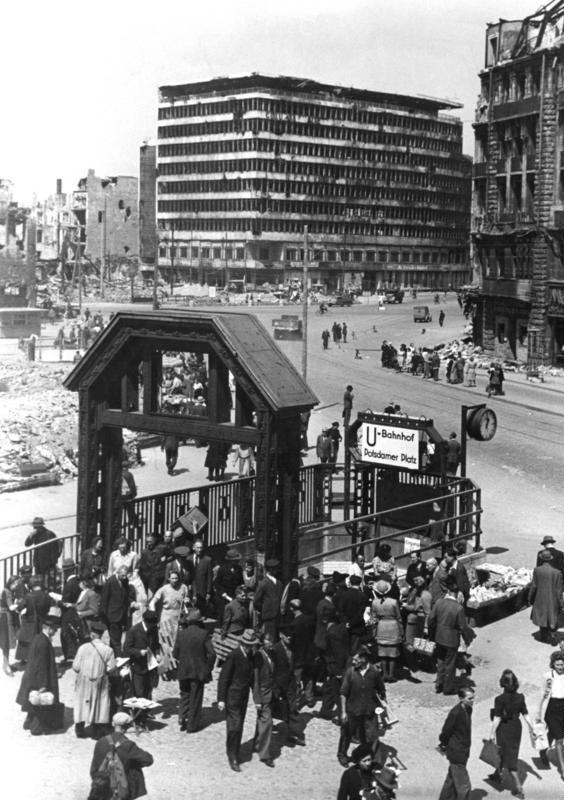
Entrée de la station de métro Potsdamer Platz en 1946

L'encerclement de Berlin est achevé et les restes de la Müncheberg sont pris au piège. Toutefois, la division est engagée dans un combat désespéré à Wilmersdorf. Le journal de l'officier de la Müncheberg a décrit les «cours martiales volantes» très répandues à cette époque.
|  | La présence des cours martiales-volantes était très importante, en leur sein siégeaient majoritairement de très jeunes officiers SS, peu décorés, fanatiques et aveuglés. L'espoir de rachat et la peur de ces cours ramenaient les hommes au combat. Le général Mummert refusa la présence de telles cours sur son secteur de commandement . . . Il était d'ailleurs déterminé à faire fusiller tout juge qui apparaîtrait. Nous ne pouvons pas prendre la Potsdamer Platz et bougeons en utilisant le tunnel du métro vers la Nollendorferplatz. Dans le tunnel après nous les Russes avancent dans la direction opposée. |

Le 30 avril, Hitler se suicide. La division Müncheberg, la 18e Panzergrenadier Division sont engagés, avec les quelques Tigres II restant de la SS-Panzer-Abteilung 503 dans de violents combats aux alentours des gares Westkreuz et Halensee (de) sur le Kurfürstendamm. 
Le 1er mai, la division est repoussée sur Tiergarten et se bat pour défendre la tour de Flak du Zoo de Berlin, devenu le refuge de milliers de civils. Le dernier blindé de la Panzerdivision Müncheberg, un Tigre I, est abandonné sur l'avenue Unter den Linden à une centaine de mètres de la Porte de Brandebourg.

## La fin
Le général Mummert est déterminé à conduire les survivants de sa division en fuyant vers l'ouest, à travers Spandau. Ignorant les appels du général Weidling, qui avait entamé des négociations avec les Soviétiques, pour une cessation des hostilités, Mummert ordonne à la tentative d'évasion de démarrer. Ils sont rejoints par les vestiges du 18e Panzergrenadier tentant de percer les lignes soviétiques en se dirigeant vers l'ouest afin de se rendre aux Américains. De violents combats ont lieu et vers la fin de la journée, le général Mummert est porté disparu. Il sera retrouvé quelques années plus tard dans un goulag soviétique.  
Le 3 mai les divisions avaient atteint le pont de Charlottenbrücke qui traverse la rivière Havel à Spandau. L'artillerie lourde soviétique fit un véritable carnage.
Toutefois les survivants de la Müncheberg qui ont réussi à traverser le pont ont découvert qu'ils étaient entourés par les Soviétiques, et le 5 mai la division, la dernière formation allemande organisée à Berlin, s'est désintégrée.
Toutefois, plusieurs petits groupes d'hommes ont réussi à atteindre les Américains, mais la majorité des survivants furent faits prisonniers et partirent en captivité en Union soviétique.

## Commandant
| Début       | Fin        | Grade        | Nom            |
| ----------- | ---------- | ------------ | -------------- |
| 9 mars 1945 | 8 mai 1945 | Generalmajor | Werner Mummert |